# (90568) 2004 GV9
(90568) 2004 GV9 (también escrito (90568) 2004 GV9) es un objeto transneptuniano que fue descubierto el 13 de abril de 2004 por el NEAT. Ha sido catalogado como cubewano por el Minor Planet Center.
Brown calcula que es muy probable que sea un planeta enano. Se ha calculado un diámetro de 680 km a partir de observaciones combinadas de los telescopios espaciales Herschel y Spitzer. Tancredi señala que el análisis de amplitud de curva de luz muestra solo pequeñas desviaciones, lo que sugiere que (90568) 2004 GV9 podría ser un esferoide con pequeñas albedo y, por lo tanto, un planeta enano. Sin embargo, su bajo albedo sugiere que nunca ha sido resurgido y, por lo tanto, es poco probable que tenga geología planetaria.
Se ha observado cuarenta y siete veces, con imágenes precovery hasta 1954.